# Brison-Saint-Innocent

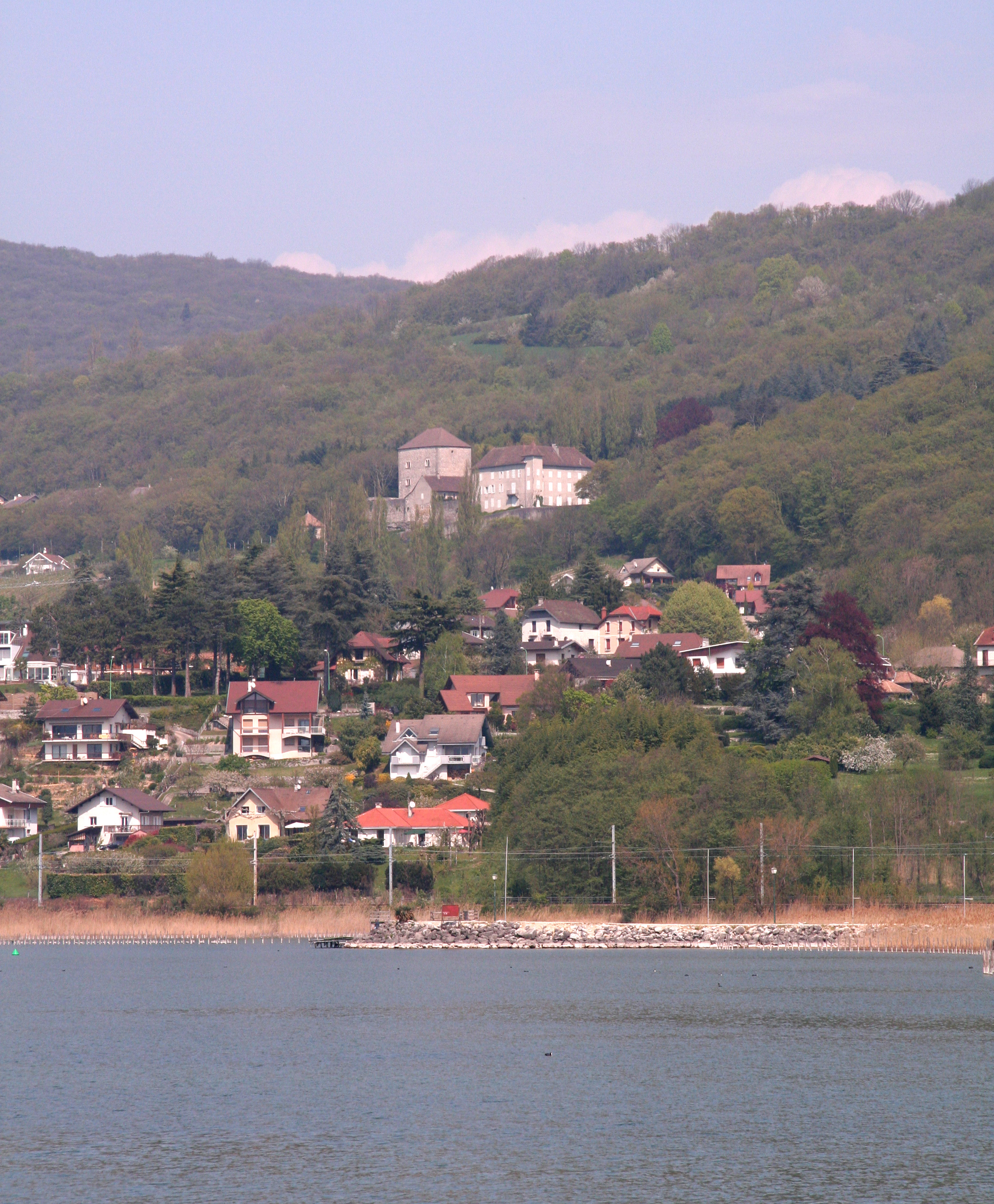
Zamek w Brison-Saint-Innocent, 2009

Brison-Saint-Innocent – miejscowość i gmina we Francji, w regionie Owernia-Rodan-Alpy, w departamencie Sabaudia.
Według danych na rok 1990 gminę zamieszkiwało 1445 osób, a gęstość zaludnienia wynosiła 165 osób/km² (wśród 2880 gmin regionu Rodan-Alpy Brison-Saint-Innocent plasuje się na 585. miejscu pod względem liczby ludności, natomiast pod względem powierzchni na miejscu 1223.).